# 科贝尔 (洛特-加龙省)
科贝尔（法語：Caubeyres，法語發音：[kobɛʁ]）是法国洛特-加龙省的一个市镇，属于内拉克区。

## 地理
科贝尔（44°15'27"N, 0°12'8"E）面积14.39 平方千米，位于法国新阿基坦大区洛特-加龍省，该省份为法国西南部内陆省份，北起多爾多涅省，西接吉倫特省和朗德省，南至热尔省，东临塔恩-加龙省和洛特省。
与科贝尔接壤的市镇（或旧市镇、城区）包括：昂布吕、昂泽、达马藏、乌尔比斯河畔法尔格、圣莱昂、凯朗自由城、圣皮埃尔德比泽。

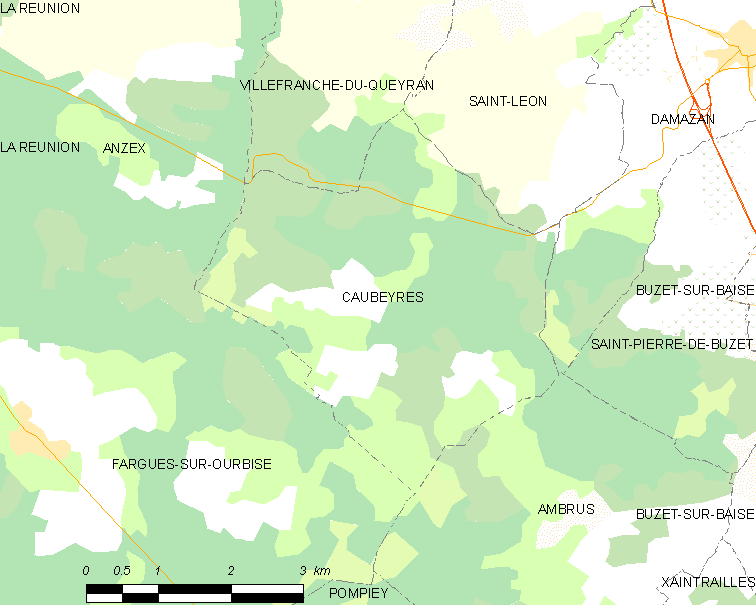
的OSM定位图

科贝尔的时区为UTC+01:00、UTC+02:00（夏令时）。

## 行政
科贝尔的邮政编码为47160，INSEE市镇编码为47058。

## 政治
科贝尔所属的省级选区为加斯科涅森林县。

## 人口

1962-2008年间人口变化图示

科贝尔于2022年1月1日时的人口数量为273人。